# Jan Haring (Jommeke)
Jan Haring is een personage uit de Vlaamse stripreeks Jommeke. Voor bedenker Jef Nys stond dit personage op de tweede plek van zijn persoonlijke voorkeuren.

## Omschrijving
Jan Haring is een oude zeeman en tevens goede vriend van het hoofdpersonage Jommeke. Hij werd op zijn 16e scheepsjongen en werkte zich op tot kapitein. Haring woont aan de Kabeljauwstraat in Vissegem aan Zee, maar verblijft liever op zee dan in zijn vissershuisje.
Haring draagt altijd een kapiteinpet en zeemanskleren. Zijn snor en volle witte baard bedekken vrijwel zijn gehele gezicht. Ook heeft hij een gouden ring in zijn linkeroor. Zijn karakter wordt gekenmerkt door zijn enthousiasme.
Jan Haring heeft drie boten gehad: De Plank, De Piraat en De Kuip.

## Albums
Jan Haring komt voor het eerst voor in album 84: De Plank van Jan Haring (1977). Daarnaast speelt hij nog een rol in onder andere De gelukzoekers, De rare doedelzak, De grote zeilrace en De prinsen van Snoby.